# Marisa von Bülow
Marisa von Bülow é uma cientista política e socióloga brasileira. Ela é professora no Instituto de Ciência Política na Universidade de Brasília e uma das coordenadoras do grupo Repensando as Relações entre Sociedade e Estado (Resocie). Ela estuda redes no comércio internacional, a teoria dos movimentos sociais e os problemas de ação coletiva que as organizações internacionais enfrentam, populismo, plataformização e estratégias políticas, principalmente no ambiente digital. Suas áreas de pesquisa são novas tecnologias digitais e impactos na política em comércio internacional, a teoria dos movimentos sociais, e os problemas da ação coletiva que confrontam organizações internacionais.

## Carreira
Em 2006, von Bülow publicou o livro Building Transnational Networks: Civil Society and the Politics of Trade in the Americas. No livro, ela estuda a ascensão  de organizações da sociedade civil e  organizações não-governamentais nos debates sobre política de comércio nas Américas, especificamente em desafios aos acordos de livre comércio. Ela usa suas pesquisas sobre novas tecnologias digitais e impacts na política para conduzir uma análise das sociedade civil no Brasil, Chile, México e Estados Unidos. Ela usa esses exemplos para entender como essas organizações decidem construir laços nacionais e internacionais. Von Bülow não se preocupa apenas com o relacionamento entre essas organizações, mas também com a relação entre elas e seus ambientes. Ela também estuda as implicações dessas relações para as redes de comércio entre países e mostra como laços internacionais entre organizações da sociedade civil surgem muitas vezes da política interna de seu país. Com o Building Transnational Networks, von Bülow ganhou o Prêmio Luciano Tomassini Latin American International Relations Book Award em 2012, que é concedido anualmente pela Latin American Studies Association ao "autor(es) de um livro excepcional sobre políticas externas e relações internacionais da América Latina."
Von Bülow e Federico M. Rossi editaram o livro Social Movement Dynamics: New Perspectives on Theory and Research from Latin America em 2017. O livro aborda a aplicabilidade da teoria tradicional dos movimentos sociais da sociologia americana dos anos 1980 aos movimentos sociais na América do Sul contemporânea. Em 2017, ela também editou o volume Social Movements in Chile: Organization, Trajectories, and Political Consequences com Sofia Donoso. Além de publicar livros e artigos, von Bülow é coautora de relatórios de políticas públicas e foi coautora de relatórios para políticas públicas de 2001 do Banco Mundial: Participação da sociedade civil no programa piloto para conservar a floresta tropical brasileira.
Durante o ano acadêmico de 2019-2020, von Bülow ocupou um posição de professora visitante no Instituto Alemão de Estudos Globais e Regionais.
Além de ter publicado artigos em diversos jornais e revistas, Von Bülow é citada por importantes meios de comunicação, como El País, HuffPost, Universo Online, DW News, GP1, TVI 24, Observador, e a agência de notícias do senado Agência Senado (Pt ).

## Trabalhos selecionados
- Construindo Redes Transnacionais: Sociedade Civil e a Política de Comércio nas Américas (2006)
- Dinâmicas dos movimentos sociais: novas perspectivas sobre teoria e pesquisa na América Latina', editor, com Federico M. Rossi (2017)
- Movimentos sociais no Chile: organização, trajetórias e consequências políticas, editora, com Sofia Donoso (2017)

## Prêmios selecionados
- Prêmio Luciano Tomassini, Associação de Estudos Latino-Americanos (2012)[7]